# Chùa Tiểu Chiêu
Chùa Tiểu Chiêu, tên chữ là Tiểu Chiêu tự (tiếng Trung: 小昭寺; bính âm: Xiǎozhāosì); chữ Tạng: ར་མོ་ཆེ་དགོན་པ་; Wylie: Ra-mo-che Dgon-pa; phương ngữ Lhasa IPA: [[ràmotɕe kø̃̀pa]]; là một tu viện Phật giáo được coi là quan trọng thứ hai tại Lhasa chỉ sau chùa Đại Chiêu (Jokhang). Tu viện nằm ở phía tây bắc của thủ phủ Lhasa, phía đông của cung Potala và phía bắc chùa Đại Chiêu, với tổng diện tích 4.000 m² (khoảng 1 mẫu Anh).

## Lịch sử
Tiểu Chiêu được coi là ngôi chùa anh em với Đại Chiêu và chùng cùng được xây dựng hoàn tất trong một khoảng thời gian. Truyền thống kể lại rằng chùa ban đầu được xây dựng để tỏ lòng tôn kính bức tượng Jowo Rinpoche (Giác-oa Nhân-bảo-triết, Đức Hạnh Cao Quý), được đem đến Lhasa qua Lhagang trong một xe ngựa bằng gỗ, tượng được đưa tới Tây Tạng khi Văn Thành Công chúa đến Lhasa. Ban đầu, hai chùa Đại Chiêu và Tiểu Chiêu được xây theo lối kiến trúc Trung Hoa. Vào thời Mang Tùng Mang Tán (Mangsong Mangtsen) trị vì (649-676), do mối đe dọa từ việc nhà Đường có thể xâm lấn, Văn Thành Công chúa được kể lại là đã giấu bức tượng Jowo Rinpoche trong một căn phòng bí mật tại chùa Đại Chiêu. Kim Thành Công chúa vào một thời điểm nào đó sau năm 710 đã đặt tượng trong chính điện của chùa Đại Chiêu. Để thay thế, người ta cho đặt tượng Jowo Mikyo Dorje tại chùa Tiểu Chiêu, đây là một tượng đồng nhỏ của Đức Phật khi ngài tám tuổi và được Hoàng hậu người Nepal của Tùng Tán Can Bố là Bhrikuti (Xích Tôn Công chúa) đem tới Lhasa. Bức tượng được thuật lại là đã bị hư hỏng nặng do các hành động của Hồng vệ binh trong Cách mạng văn hóa.
Ngôi chùa đã bị hư hỏng nặng trong cuộc xâm lược của người Mông Cổ và người ta không chắc chắn rằng bức tượng vẫn còn nằm ở chùa vào năm 1959 có phải là tượng gốc không. Ngôi chùa nguyên bản đã bị phá hủy do hỏa hoạn, và ngôi điện ba tầng hiện nay được xây ban đầu vào năm 1474. Chẳng bao lâu sau, chùa trở thành lễ đường của Gyuto Tratsang, hay Học viện Thượng Mật Tông của Lhasa và là nơi sinh sống của 500 sư tăng. Học viện có liên hệ gần gũi với Yerpa và đây là nơi các sư tăng sẽ ăn ở trong mùa hè.

## Phá hủy và phục hồi
Ngôi chùa bị rút ruột cũng như phá hủy một phần vào thập niên 1960 và bức tượng đồng đã biến mất. Năm 1983, phần dưới của bức tượng được thuật lại là đã được tìm được tại một đỉnh bãi rác ở Lhasa, và nửa trên thì được tìm thấy ở Bắc Kinh. Hiện hai nửa của tượng đã đợc ghép lại và lại được đặt ở chùa Tiểu Chiêu, chùa được phục hồi một phần vào năm 1986, và vẫn còn cho thấy những tổn hại nghiêm trọng vào năm 1993.
Sau đợt phục hồi năm 1986, tòa điện chính của chùa nay có ba tầng. Tầng đầu tiên gồm một tâm phòng, một kinh đường, và một Phật cung với các hành lang quanh co. Tầng hai chủ yếu là nơi ở song có một giáo đường với một bức ảnh Đức Phật, trong đó ngài có vai trò là Vua của Nāga (Na-già). Tầng ba gồm phòng ngủ và một giáo đường từng dành để cầu nguyện trước Đạt-lai Lạt-ma
Trước khi bước vào tòa nhà, người ta có thể nhìn thấy mười cột lớn có đường rãnh máng, chúng nằm giữa một số thánh tích còn lại của Tây Tạng như như những bông hoa sen bọc, mây quẩn, châu báu, và các nhân vật đặc biệt của người Tạng. Đỉnh bằng vàng của ngôi chùa có các mép mái nghịch theo kiểu Hán và ta có thể thấy chúng ở bất cứ hướng nào tại thành phố Lhasa. Ngôi chùa là một điển hình của việc kết hợp phong cách kiến trúc Hán và Tạng.
Ngôi chùa là một trong số các trọng điểm di tích văn hóa được bảo vệ tại Khu tự trị Tây Tạng và cũng là một điểm đến phổ biến tại Lhasa.

## Hình ảnh

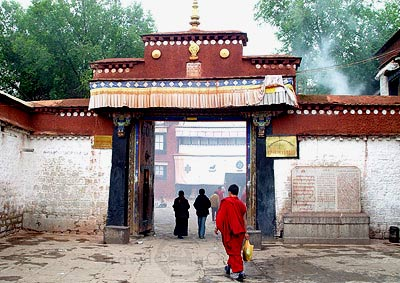
Cổng chùa Tiểu Chiêu
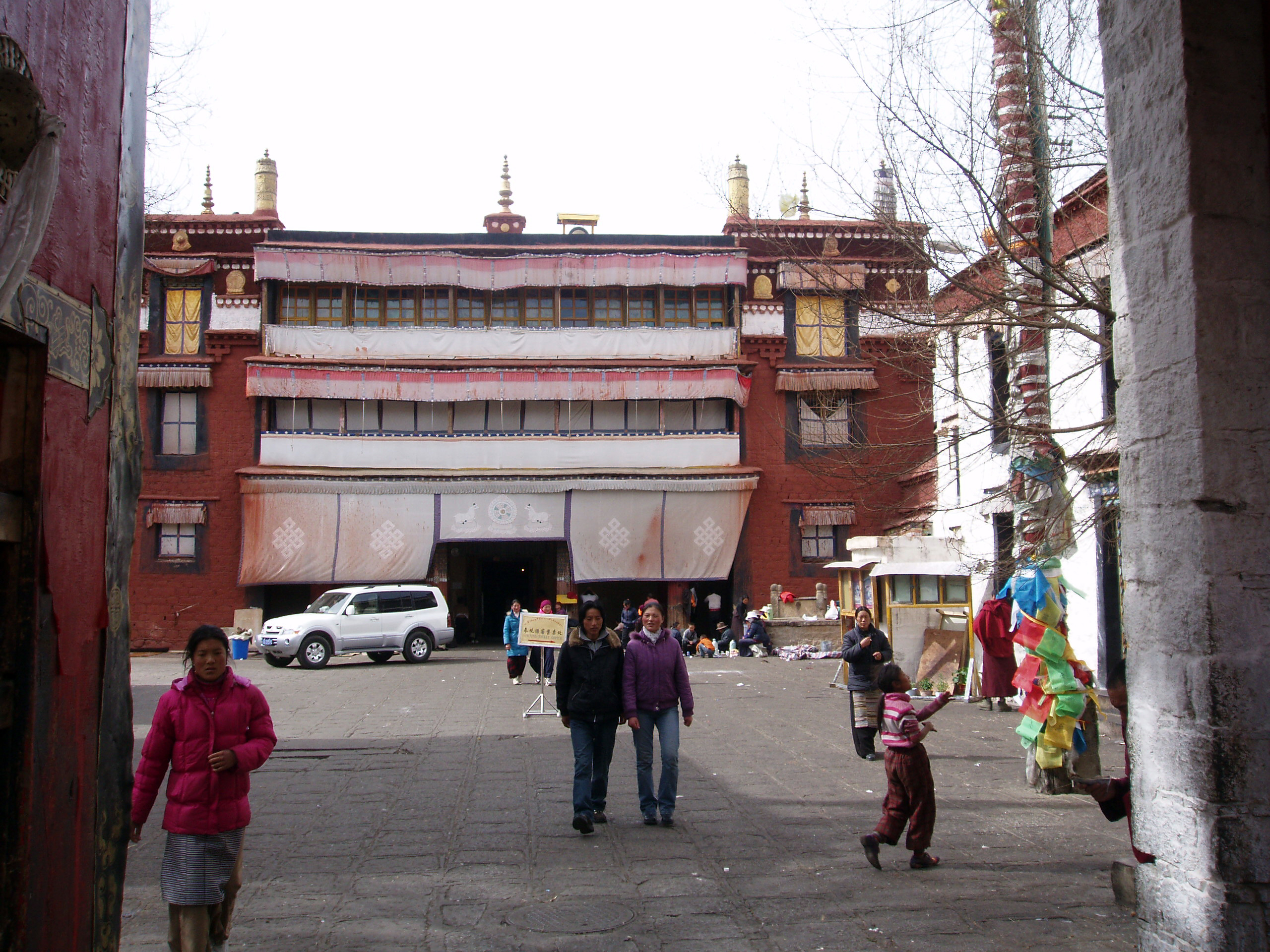
Đường vào chùa Tiểu Chiêu
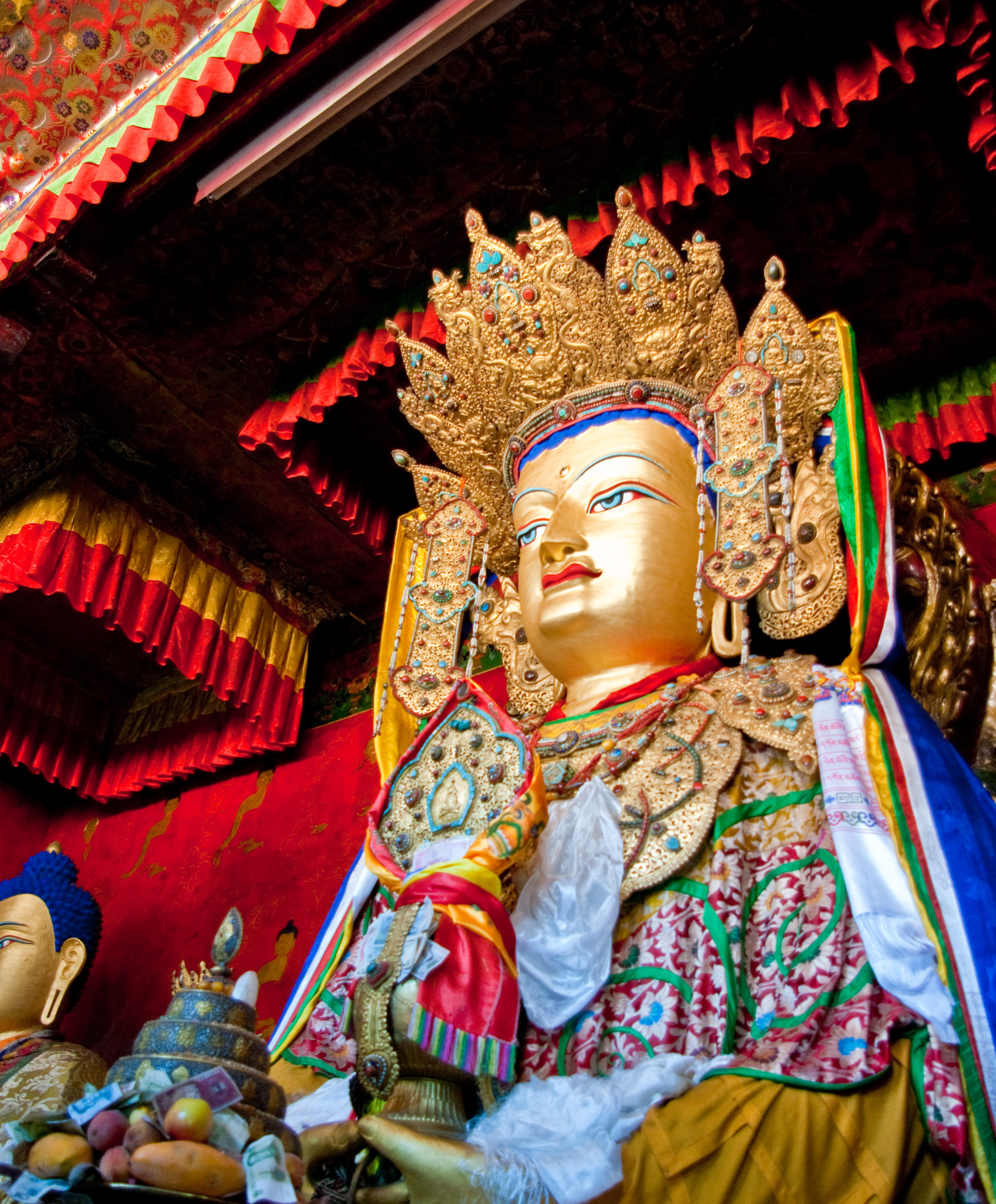
Tượng Phật tại chùa Tiểu Chiêu
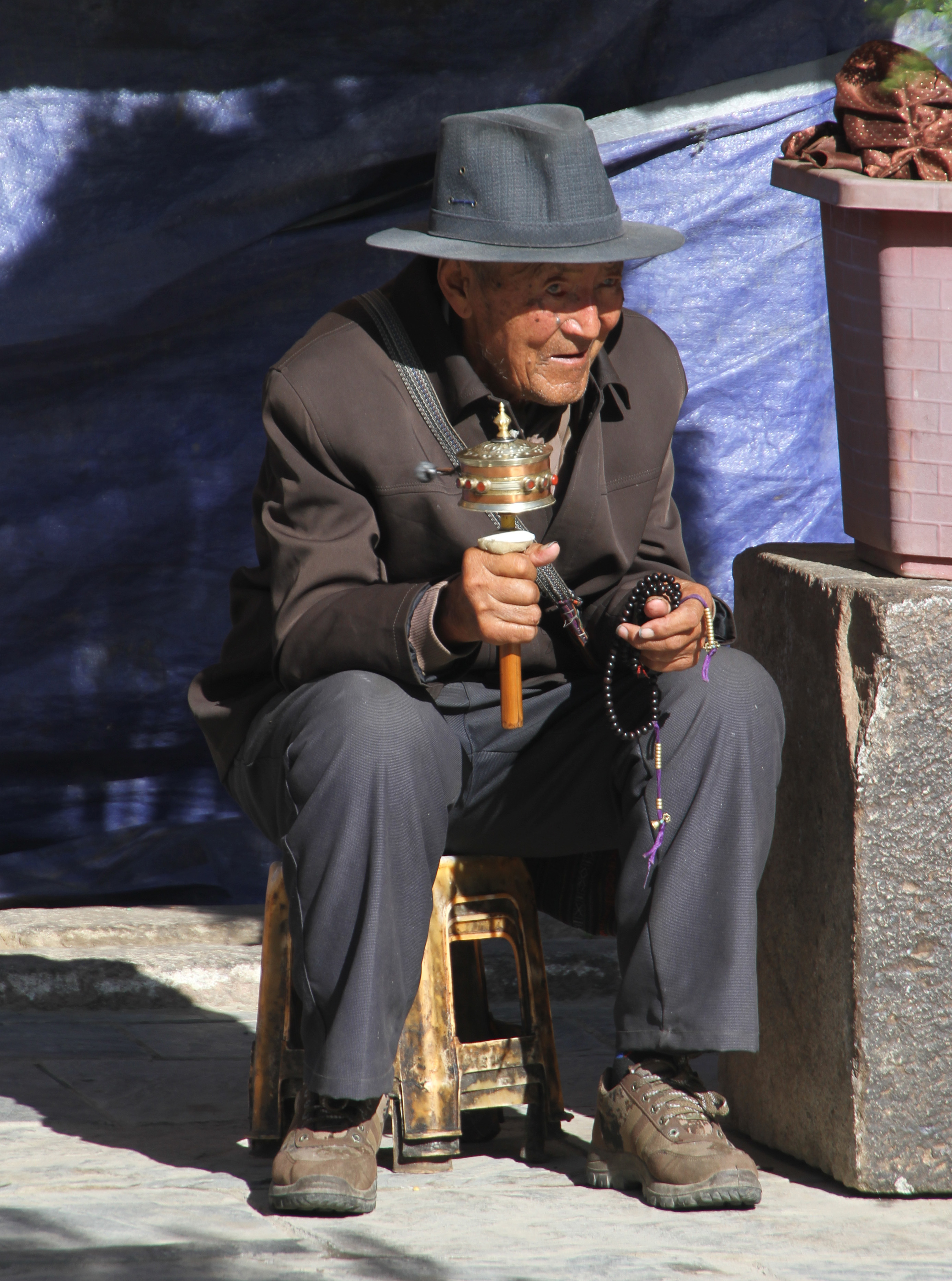
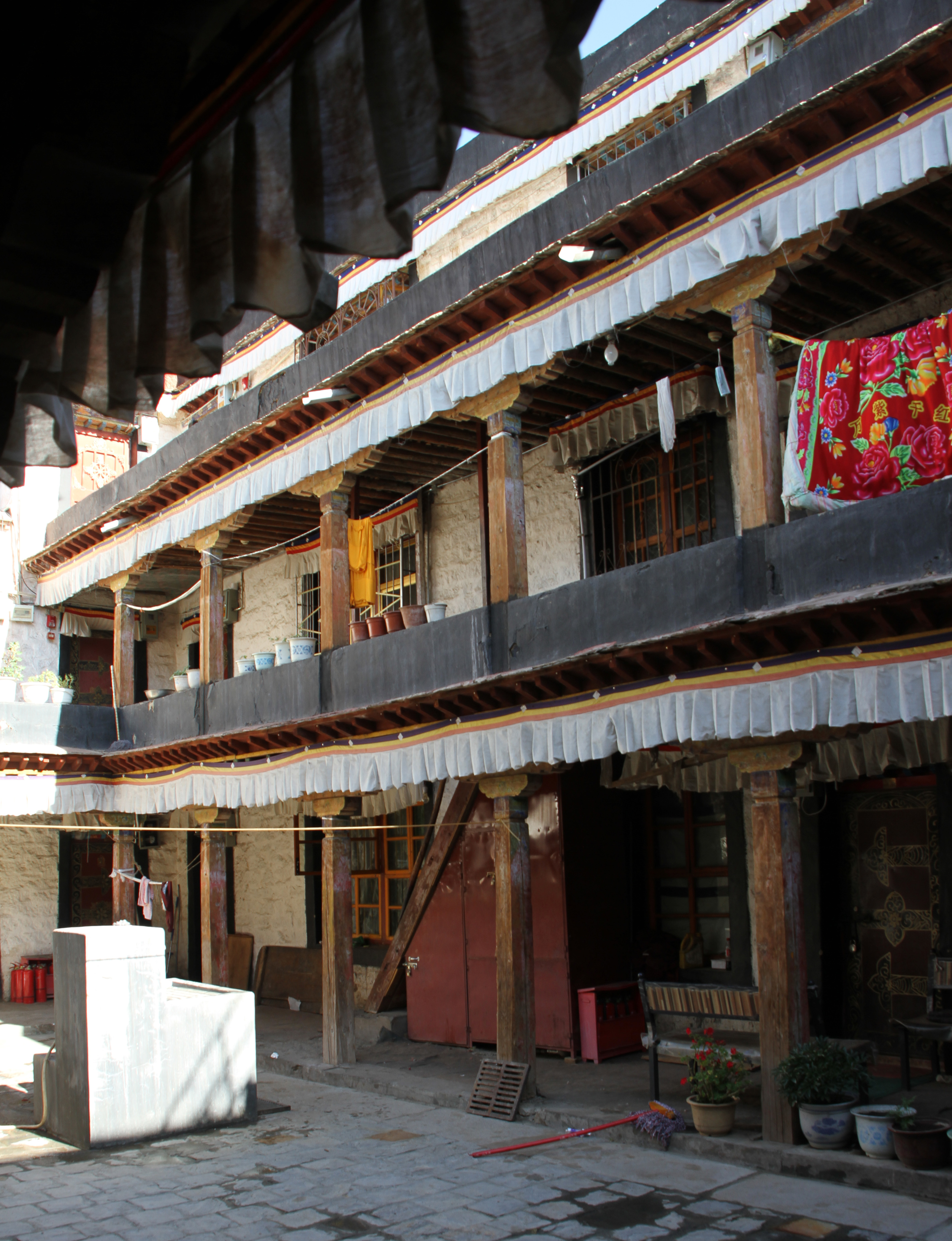